# 林兆耆
林兆耆（1907年—1992年），男，上海人，中国内科消化病专家、医学教育家，曾任中国药典编纂委员会通讯委员，第三届全国人大代表。